# سبرن

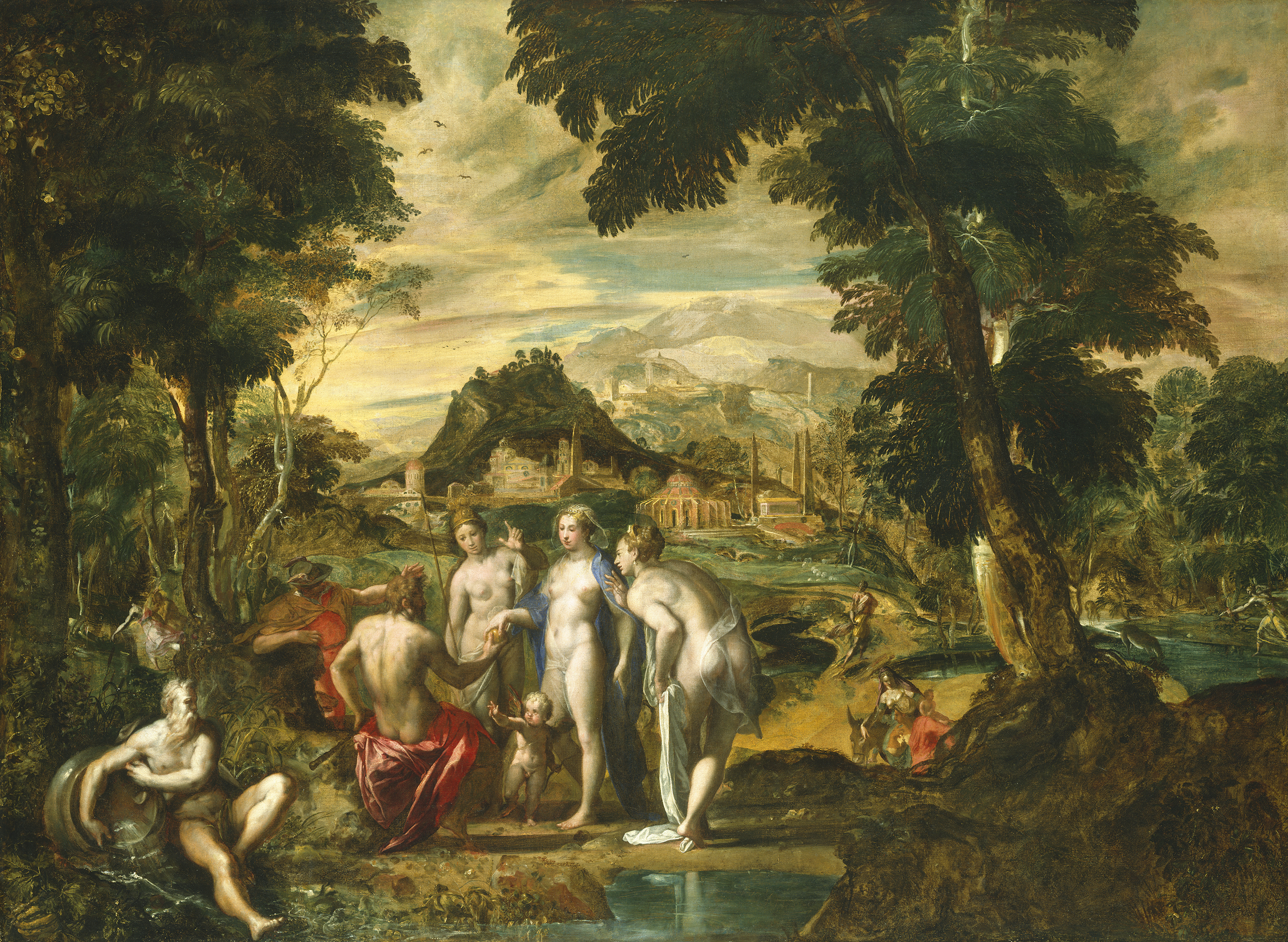
پسران جووانی - قضاوت پاریس

سبرن یک خدای رودخانه یونانی بود که رودخانه او در نزدیکی تروآ قرار داشت. او پسر اوکئانوس و تتیس بود و پدر استروپس، هسپریا، که گاهی اوقات به عنوان یک شخص در نظر گرفته می‌شوند و اوئنونه بود. شهر سبرین در ترکیه به افتخار او نام‌گذاری شده است.